# 丹尼尔·阿尔维斯
丹尼尔·阿尔维斯·达席尔瓦（Daniel Alves da Silva，1983年5月6日—），昵称丹尼·阿尔维斯（Dani Alves），是一名前巴西職業足球員，司職右後衛。他可司職中場和輔鋒。 世界足壇傳奇之一，2024年2月因2022年在巴塞隆拿夜場性侵而被判入獄4年半，並於2025年3月上訴得直，無罪釋放。

## 俱樂部生涯

### 塞維利亞
2002年夏天，在巴乙聯賽中表現突出的 阿爾維斯受到西班牙球隊西維爾關注，塞維利亞決定先租借他一年，後來表現出色正式被西維爾收購。轉入塞維利亞轉會費僅60萬歐元。
2006年率隊奪得聯盟杯和歐洲超級杯冠軍後，他被歐足聯評為2005/06賽季聯盟杯最佳球員，阿爾維斯的強大吸引了其他歐洲豪門的關注，但是報價都沒被同意而與塞維利亞續約。
2007年阿爾維斯幫助塞維利亞衛冕聯盟杯，又在國內賽場上連奪國王杯和超級杯冠軍。阿爾維斯原本希望離開塞維利亞，加盟一支歐洲豪門球隊，不過後來塞維利亞隊發生意外，西班牙年輕後衛普埃爾塔意外猝死，在這種情況阿爾維斯沒有提出轉會，留在球隊中。幫助塞維利亞擊敗皇家馬德里成功衛冕西班牙超級杯，並第一次出現在歐冠賽場上。塞維利亞從小組出線，但被土耳其勁旅費倫巴治淘汰。

### 巴塞隆納
2008年，阿爾維斯以創紀錄的4000萬歐元的身價轉會加盟巴塞羅那，簽約4年。效力的首個賽季他就隨隊獲得了西甲聯賽、國王杯、冠軍杯的三冠王榮譽，隨後還拿下了西班牙超級杯、歐洲超級杯和世俱杯；2010年又衛冕聯賽冠軍，艾維斯連續4個賽季聯賽助攻上雙。艾維斯此前與巴薩的合同要在2012年6月30日到期，而雙方就續約事宜已經爭執了很久，引來多方豪門覬覦艾維斯，不過最終成功續約巴薩，各支球隊的挖角也就就此告一段落。
阿爾維斯在轉投至巴塞羅那後迅速成為絕對主力，作為球隊的邊路飛翼，艾維斯所在的右路一直是巴薩攻守的重要渠道，除了和美斯強勁的默契外 , 還有一腳出色的自由球功夫，他為巴塞王朝的輝煌戰績做出了突出的貢獻，也是當時世界第一的右邊後衛。
2016年賽季結束後，年紀老邁的阿爾維斯希望離隊，巴塞隆那為了感謝阿爾維斯八年來的傑出貢獻，放棄轉會的巨額違約金(合約到2017年)而讓阿爾維斯能輕鬆轉投他想效力的球隊。最終落戶意甲豪強尤文圖斯。

### 尤文圖斯
2016年6月27日，尤文图斯宣布与阿尔维斯签下了一份为期两年的合同，并有可能续签第三年。8月20日他首次参加意甲联赛主场，并以2-1战胜佛罗伦萨。9月21日，阿尔维斯在主场4-0战胜卡利亚里的比赛中，此次是他的首次进球，六天后对阵萨格勒布迪纳摩的比赛中开启了他的欧冠征程。11月27日，他在以3-1败给热那亚的比赛中受伤。
轉會尤文圖斯後迅速成為右路主力之一，幫助球隊奪得意甲冠軍，但在歐冠總決賽兵敗皇馬，賽季結束後離隊轉投法甲豪門巴黎聖日耳曼。

### 巴黎聖日耳曼
一般認為艾維斯與內馬爾驚天轉會大巴黎有密切關係。
在2017-18球季的一場比賽中，巴黎聖日耳曼的守門員在補時階段因被球證以紅牌逐離球場，艾維斯由後衛位置接替成為守門員的位置，由換衣服及戴上手套至完場，他大約擔任了1分鐘的守門員。

### 圣保罗
2019年赛季，艾維斯以免费转会方式，回到了他的故乡球队巴西劲旅圣保罗。
2021年，艾維斯决定与圣保罗解除合约，并且恢复自由身，據報圣保罗拖欠了艾维斯长达3个月的薪金。

### 回歸巴塞隆納
11月12日，巴塞隆納官方宣布阿爾維斯重新加盟，穿上8號球衣，由2022年1月開始上陣，簽約至賽季結束，不過合同裡有續約條款。

## 轶事
2010-11赛季欧洲冠军联赛半决赛对阵皇家马德里的比赛中，皇马后卫比比伸腿蹬踏惡意侵犯艾维斯，令艾维斯作出一记空中360度旋转后倒地不起，比比当即被主裁判红牌罚下，由此引发了皇马与巴萨两家俱乐部的口水大战，成为了历史上西班牙德比的一次经典事件。

### 被種族歧視
在2014年4月27日的西班牙甲組联赛对阵比利亞雷阿爾的比赛中，他在下半場第75分鐘準備開角球時，被種族歧視球迷丟擲香蕉（此舉暗示他是有色人種，應該和猴子一樣吃香蕉），但丹尼爾反應相當冷靜，拾起香蕉，剝皮吃掉後再開球。丹尼爾賽後表示幽默是對抗種族歧視的最好方法，並說：「我們必須保持幽默感，情況並不容易改變。」
而許多球星包括路易斯蘇亞雷斯(Luis Suarez)、義甲球星巴洛特利(Mario Balotelli)、巴西球星内马尔(Neymar)都紛紛拍下吃香蕉畫面，抗議種族歧視。
而同時在大西洋的另一邊，美國NBA的洛杉磯快艇老闆也同時被指控種族歧視。從2013年10月至2014年7月期間，包含這起，體壇發生多起種族歧視的案例。

### 因強姦入獄
2023年1月，阿爾維斯被指因涉嫌強姦入獄，囚於西班牙巴塞羅那監獄。2025年3月，艾維斯上訴得直，無罪釋放。

## 榮譽
- 俱樂部

 巴伊亞
- 巴西東北盃（英语：Copa_do_Nordeste）：2002

 塞維利亞
- 歐洲聯賽：2005-06、2006-07
- 西班牙國王盃：2007年
- 西班牙超級盃：2007
- 歐洲超級盃：2006

 巴賽隆納
- 歐洲冠軍聯賽：2008-09、2010-11、2014-15
- 西甲聯賽：2008-09、2009-10、2010-11、2012-13、2014-15、2015-16
- 西班牙國王盃：2008-09，2011-12、2014-15、2015-16
- 西班牙超級盃：2009，2010、2011、2013
- 歐洲超級盃：2009，2011、2015
- 國際足聯俱樂部世界盃：2009、2011、2015
- 加泰羅尼亞盃：2012-13、2013-14
- 加泰隆尼亞超級盃：2014–15

 尤文圖斯
- 義大利甲組足球聯賽：2016-17
- 意大利盃：2017

 巴黎聖日耳曼
- 法國甲級足球聯賽：2017-18、2018-19
- 法國聯賽盃：2018
- 法国杯：2018
- 法國超級盃：2017、2018

 聖保羅
- 巴西聖保羅州聯賽：2021

 巴西
- 世青賽：2003
- 美洲國家盃：2007、2019
- 洲際國家盃：2009、2013
- 2020年夏季奧林匹克運動會男子足球比賽金牌：2020

個人
- 2006年歐洲聯盟盃最有價值球員
- 2006年歐洲超級盃最有價值球員
- 歐洲足聯年度最佳陣容:2007,2009,2011,2015,2017
- 國際足聯年度最佳陣容:2009,2011,2012,2013,2015,2016,2017,2018
- 美洲杯金球奖:2019
- 美洲杯最佳阵容:2019
- FIFA联合杯最佳阵容:2013
- 西甲赛季最佳后卫:2009
- 西甲赛季最佳阵容:2015
- 意甲年度最佳阵容:2017
- 法甲年度最佳阵容:2018,2019

## 外部連結
- Soccerway資料庫：丹尼尔·阿尔维斯
- 丹尼尔的Twitter（页面存档备份，存于）